# 山中定次郎
山中 定次郎（やまなか さだじろう、1866年8月20日 - 1936年10月30日）は明治、大正時代の古美術商。株式会社山中商会初代社長。大阪の美術商山中家の養子に入った後、海外進出を任されてニューヨーク、ボストン等に支店を設立、中国での買い付けに奔走し、山中商会の国際展開を主導した。

## 生涯

### 山中家奉公
慶応2年（1866年）7月11日、和泉国堺（堺市甲斐町7番地）に古美術商安達信五郎とモンの間の長男として生まれた。1873年（明治6年）3月堺の尋常高等小学校に入学し、1877年（明治10年）3月卒業した。家業の見習いで阪堺を往来した後、1878年（明治11年）9月、高麗橋三丁目の古美術商山中吉兵衛に丁稚奉公に出された。
1883年（明治16年）から1886年（明治19年）まで府立大阪商業講習所夜間科に通い、また平野町仏光寺で松村敏夫に英学を学んだ。明治17年（1884年）海外に渡航しようと無断で横浜に行き、連れ戻されたという。明治22年（1889年）4月3日山中吉兵衛長女テイと結婚し、山中家に入った。

### 渡米

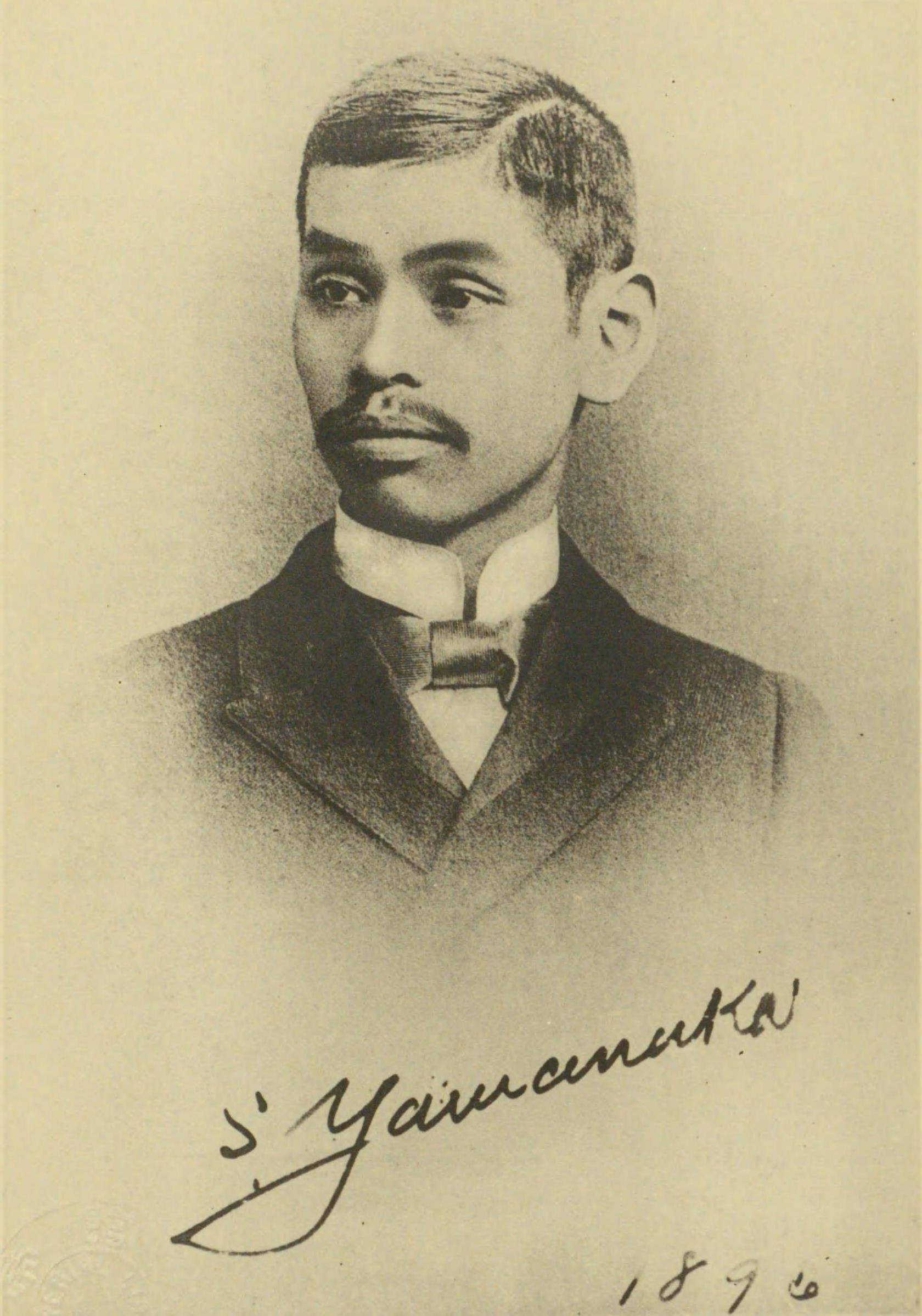
1896年（明治29年）

1894年（明治27年）11月山中繁次郎とエンプレス・オブ・チャイナ号でアメリカ合衆国に派遣され、ニューヨーク市西27丁目に店を構えた。
1895年（明治28年）9月川崎正蔵家を通じて知ったイーストマン商業学校ニューヨーク分校に入学し、1897年（明治30年）6月卒業した。

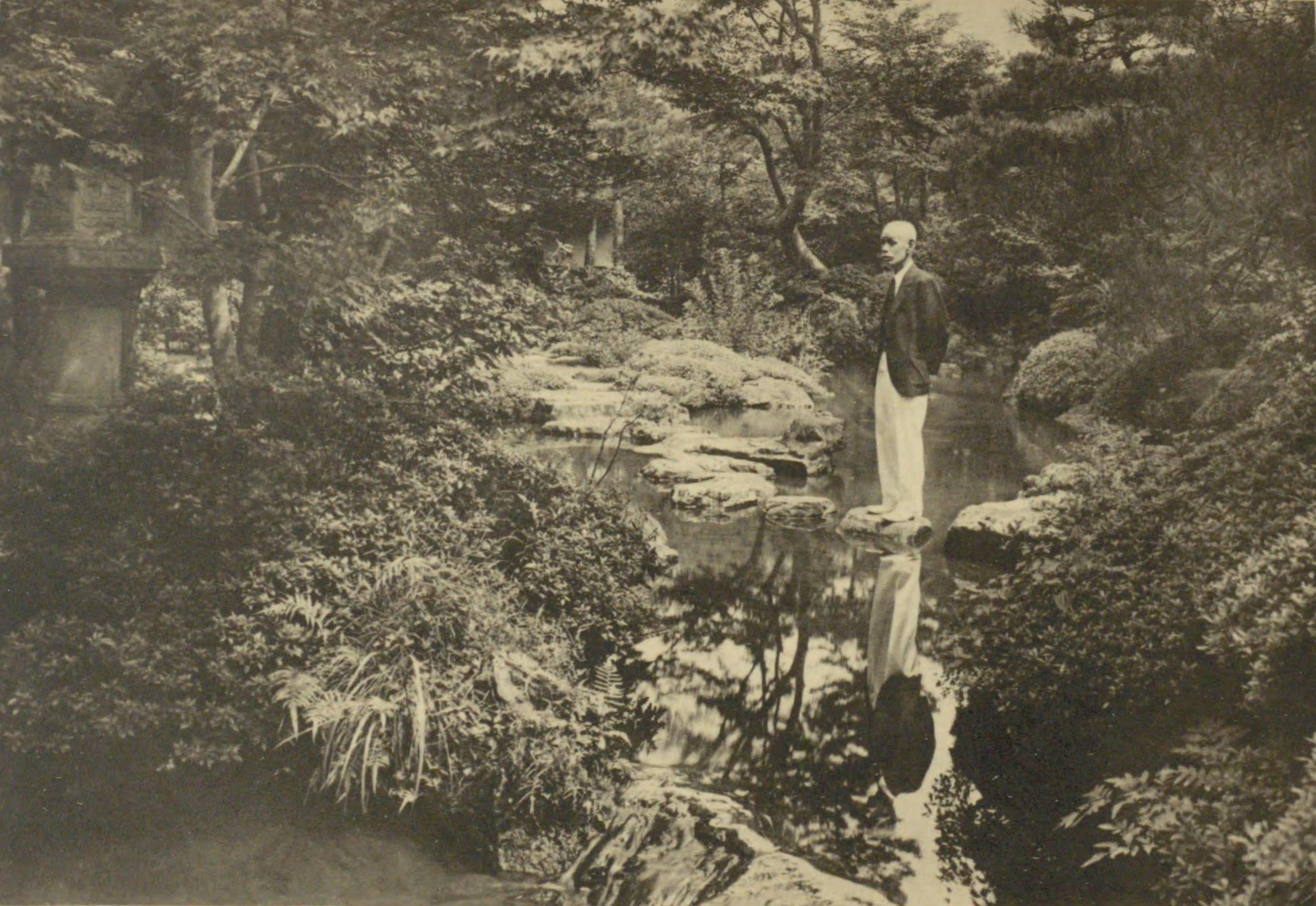
京都本邸の庭

ニューヨーク支店が軌道に乗ると、牛窪第二郎を後任に立てて帰国し、1900年（明治33年）2月合名会社山中商会理事兼支配人に就任した。
1904年（明治37年）ニューヨーク滞在中、エジソン・スタジオのキネトスコープ「黒木軍の鴨緑江の大勝利」「旅順港の攻撃」等を鑑賞し、フィルムと上映器具一式を携えて帰国、道頓堀中座で上映した。

### 山中商会社長
1917年（大正6年）山中吉郎兵衛が死去後、1918年（大正7年）6月株式会社山中商会を設立し、社長に就任した。この大正期において浮世絵を取り扱う最大の輸出商として知られるようになった。フランスの宝石商アンリ・ベーベルの浮世絵コレクションを松方幸次郎に斡旋し、数千点の浮世絵が松方コレクションに加わった。
1921年（大正10年）と1923年（大正12年）2度渡欧して各支店を視察し、1924年（大正13年）6月天竜山石窟、1925年（大正14年）洛陽市龍門洞窟、大同市雲崗石窟を調査し、仏印、シャム、南洋、欧米を巡って1926年（昭和元年）4月2日帰国した。1926年（昭和元年）再び天竜山石窟を訪れて『天竜山石窟踏査記』を著した。
1931年（昭和6年）の渡欧中、ストックホルム宮殿に呼ばれ、スウェーデン皇太子グスタフ6世アドルフに愛蔵品の解説を行った。

### 晩年

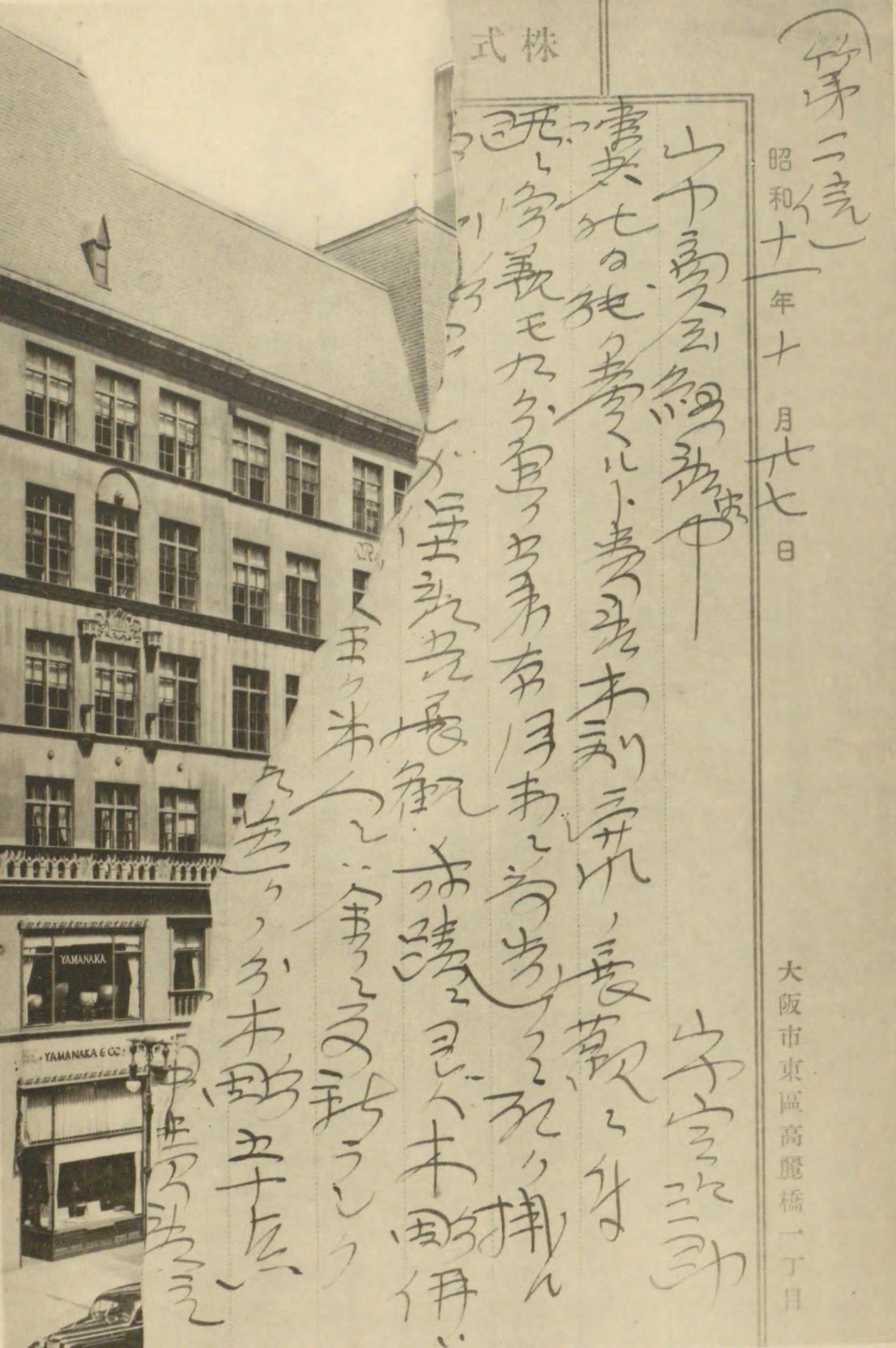
絶筆 10月27日ニューヨーク支店宛

1936年（昭和11年）10月28日胃潰瘍に罹り、高麗橋三丁目9番地の自邸に引き篭もった。10月30日午前3時急変し、家族、社員に見守られながら7時42分息を引き取った。遺体は京都市南禅寺草川町の本邸に運ばれ、11月2日花山火葬場で密葬され、4日大阪本願寺津村別院で告別式が行われた。

## 死後
定次郎の死の翌年、1937年（昭和12年）には中国で盧溝橋事件が勃発して日中戦争に突入、定次郎を失った山中商会は世界情勢の悪化の対処に追われるも、遂に第二次世界大戦で資産の大半を失うこととなる。
1917年（大正6年）京都南禅寺に構えた旧邸看松居は、現在ワタベウェディングの結婚式場桜鶴苑となっている。

## 栄典
- 1931年（昭和6年）5月6日 フランス領ベトナムドラゴン・ダンナン勲章（フランス語版）（大南竜星勲章）シュヴァリエ[25]
- 1931年（昭和6年）11月 緑綬褒章[26]
- 1933年（昭和8年）6月23日 ドイツ帝国赤十字第二等名誉章（ドイツ語版）[27][28]
- 1936年（昭和11年）11月4日（10月30日付） 従六位[29][20]
- 1936年（昭和11年）12月9日 レジオンドヌール勲章[30]

## 山中家
山中家は宝暦年間摂津国伊丹で庄屋を務めた家柄で、文政年間初代吉兵衛が大坂天満大工町に分家し、経師伊丹屋を営んだ。二代目吉兵衛の長男三代目吉兵衛は天満に残った一方、次男吉郎兵衛は北浜角、養子与七は高麗橋一丁目に独立し、それぞれ天山、角山、高山と通称された。

### 家族

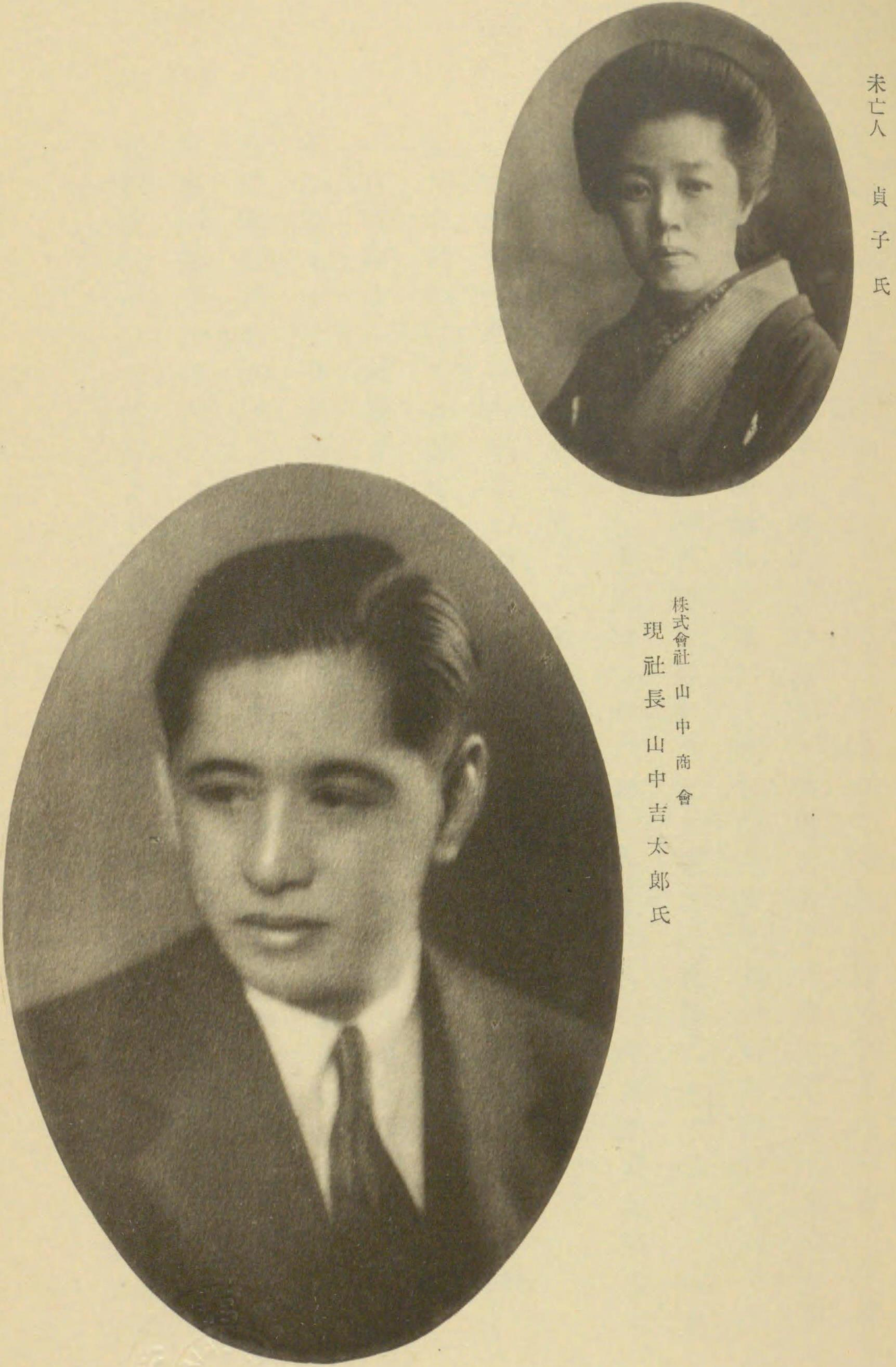
妻貞子と長男吉太郎

- 義父：三代目吉兵衛 - 天保11年（1840年）生[32]。
- 義母：せつ[32]
- 義兄：泰次郎 - 1歳で死去[32]。
- 妻：貞（てい） - 明治2年（1869年）10月10日生[9]。
- 義弟：吉次郎 - 明治4年（1871年）生、5歳で死去[32]。
- 義弟：四代目吉兵衛 - 明治7年（1874年）生。幼名楠三郎[32]。
- 長男：吉太郎 - 1890年（明治23年）6月26日生[9]、1965年（昭和40年）没[33]。
- 孫：初子 - 1923年（大正13年）10月生[34]。
- 孫：綾子 - 1926年（大正15年）3月生[34]。
- 孫：波子 - 1927年（昭和2年）8月生[34]。
- 曾孫[35]：山中讓 - 丸紅で業務部門・繊維部門の取引に携わり、2004年（平成16年）株式会社 山中商会の代表取締役社長に就任
- 玄孫：山中優　東証2部上場会社に勤務
- 親戚：山中繁次郎 - 高麗橋分家の山中与七の娘婿。1868年生まれ。1893年に定次郎の渡米に同行し、ボストン支店長を務めた[36]。のち山中商会、島田硝子製造所の取締役。長男・福次郎（ボストン商業学校卒）の妻は島田硝子創業者島田孫市の次女・重子（大手前高等女学校卒）。[37]